# Orlando Garibay
Garibay  Contreras est un nom espagnol. Le premier nom de famille, en général paternel, est Garibay ; le second, en général maternel, souvent omis, est Contreras.
Orlando Trinidad Garibay Contreras, (né le 13 octobre 1993 à La Barca et mort le 3 novembre 2023 à Sahuayo), est un coureur cycliste mexicain.

## Biographie
En juillet 2018, il est sacré champion du Mexique sur route à Toluca, sous les couleurs de l'équipe Tenis Star Guanajuato.

## Palmarès

### Par année
- 2014
  - 6e étape du Tour of America's Dairyland
- 2016
  - 3e de la Clarendon Cup
- 2018
  -  Champion du Mexique sur route
  - 2e et 4e étapes du Tour du Michoacán
  - 2e du Tour de Murrieta
- 2021
  - 2e du championnat du Mexique sur route

### Classements mondiaux
| Année                                 | 2016  | 2017 | 2018  | 2019  | 2020  | 2021 |
| ------------------------------------- | ----- | ---- | ----- | ----- | ----- | ---- |
| Classement mondial                    | 2285e | nc   | 1221e | 1382e | 1402e | 624e |
| UCI America Tour                      | 429e  | nc   | 100e  | 195e  | 123e  | 65e  |
|                                       |       |      |       |       |       |      |
| Légende : nc = non classéSource : UCI |       |      |       |       |       |      |